# Andreas Nielsen (Politiker, 1910)
Andreas „Anda“ Niels Adam Kristian Nielsen (* 10. März 1910 in Qoornoq; † 1993) war ein grönländischer Richter und Landesrat.

## Leben
Anda Nielsen war der Sohn des Jägers Kristian Rasmus Mathæus Nielsen (1865–?) und seiner Frau Ane Emilie Karen Egede (1879–?). Sein Cousin war der Schriftsteller Frederik Nielsen (1905–1991). Andreas Nielsen war viele Jahre Mitglied des Gemeinderats und von 1959 bis 1966 Mitglied des Landesrats. Bereits 1949 war er Mitglied der Grønlandskommission gewesen. Er arbeitete vor seiner Pensionierung 1969 in der Verwaltung der Kohlengrube in Qullissat, war Kreisrichter und Schöffe in Grønlands Landsret. Zudem war er Chorleiter, gründete die Christliche Vereinigung in Qullissat mit und war beim Radio tätig. Er war Träger der Kongelige Belønningsmedalje 2. Grades mit Krone und starb 1993 im Alter von 83 Jahren.